# Boris Hoppek

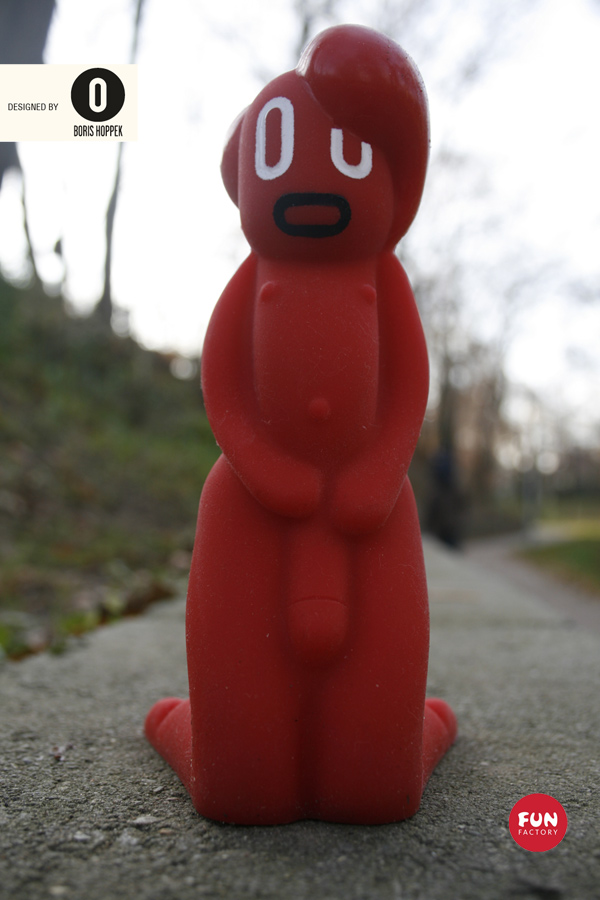
Fun Factory Dildo designed by Boris Hoppek

Boris Hoppek (* 1970), in der Graffiti- sowie Street-Art-Szene bekannt als Forty, ist ein deutscher Streetart-Künstler.

## Leben und Wirken
1990 ging der gelernte technische Zeichner erstmals mit einer Sprühdose in den Außenraum, damals noch in seiner Heimatstadt Kreuztal bei Siegen. Ob Schablone, einfache Zeichnungen, gemalte Schatten, überarbeitete Werbeplakate oder größere farbige Bilder: Hoppek erweitert ständig sein Repertoire. Sein Schaffen umfasst auch Skulpturen aus Pappe und Installationen im Innen- und Außenraum sowie Zeichnungen.
Umzüge nach Köln, Berlin und schließlich nach Barcelona sorgten zwar für weitere Kontakte zur jeweiligen Kunstszene, über szeneinterne Anerkennung aber kam Hoppek jahrelang nicht hinaus. Mit Auftragsarbeiten, z. B. der Gestaltung von Plattencovern und Illustrationen von Büchern (z. B. im Buch „Drogen“), wenigen Verkäufen seiner Werke an treue Sammler und der Unterstützung seiner Eltern hielt er sich mehr schlecht als recht über Wasser.
Das änderte sich seit 2005/2006 geändert. Nach Erwähnung in mehreren Buchpublikationen von Bernhard van Treeck wie „Wandzeichnungen“, „Street Art Köln“ und den mittlerweile vergriffenen Büchern „Pochoir“, Graffiti Art #9 und „Das große Graffiti-Lexikon“ erschienen 2005 gleich zwei Bücher bei renommierten Buchverlagen über ihn: „Tranquillo“ und „Boris Hoppek y Sancho Pansa“. Größere Ausstellungen folgten.
Hoppek entwirft auch Puppen, die sogenannten CMONS, und erzielte damit internationale Aufmerksamkeit.